# Penne alla vodka
Penne alla vodka é um prato de massa penne com molho de vodka: um molho de tomate e creme com um pouco de vodka e, às vezes, pequenas carnes e vegetais, como salsicha, pancetta ou ervilhas. Às vezes, outros formatos de massa são usados. A vodka no penne alla vodka emulsifica o molho e realça o sabor. Embora a maior parte do álcool evapore durante o cozimento, uma quantidade muito pequena pode permanecer. O prato final contém uma quantidade mínima de álcool. Geralmente é coberto com queijo parmesão ralado na quantidade desejada e com pimenta-do-reino moída.
A receita se tornou muito popular na Itália e nos Estados Unidos por volta da década de 1980, quando era oferecida aos clientes das discotecas.  Penne alla vodka continua popular na culinária ítalo-americana. 

## Origens

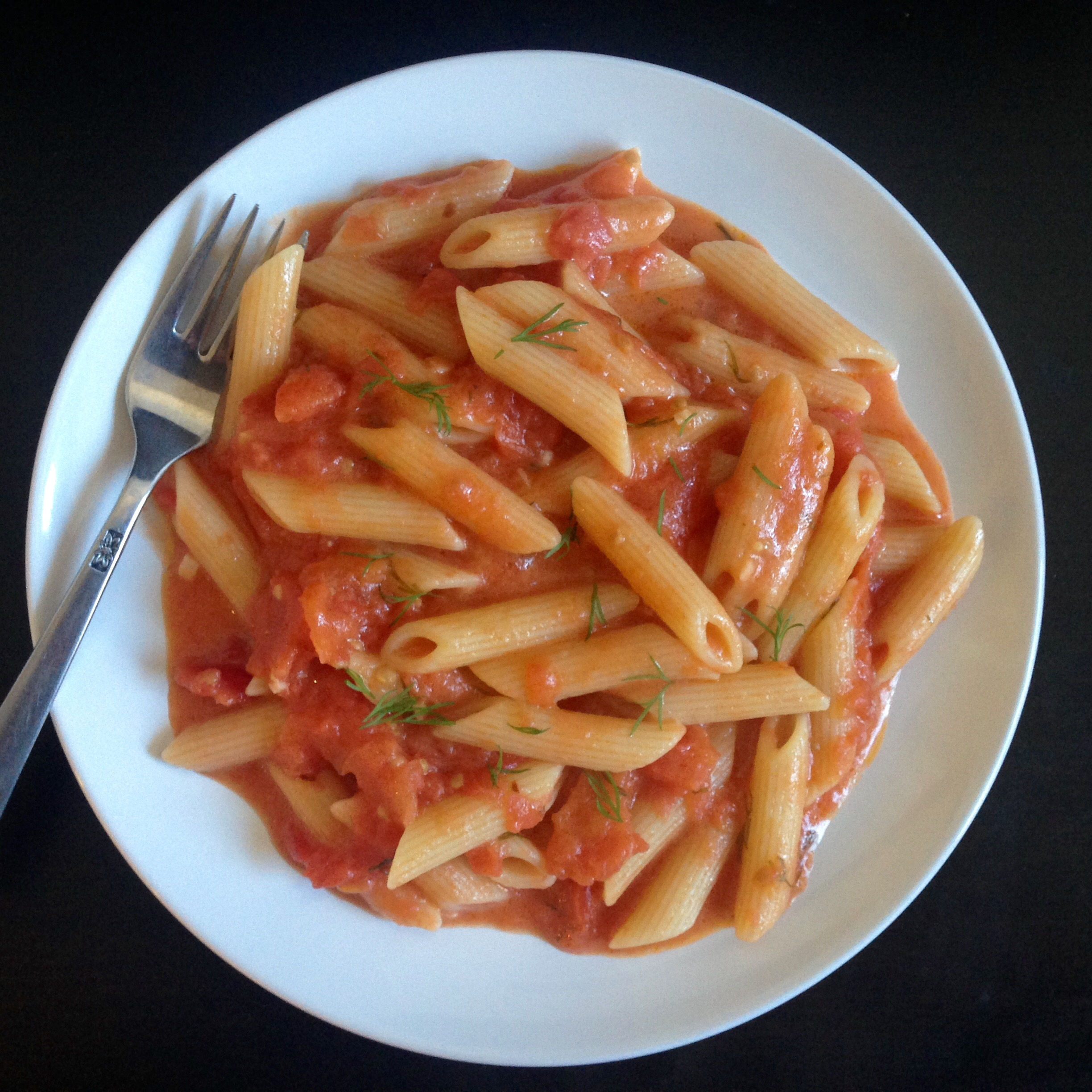
Penne com vodka

As origens exatas da receita não são claras e, até certo ponto, são tema de lendas urbanas e folclore. O primeiro uso de vodka em um prato de massa registrado em um livro de receitas é atestado em 1974, quando o ator italiano Ugo Tognazzi publicou o livro de receitas L'Abbuffone (que significa 'os homens-bouffe', em homenagem ao filme La Grande Bouffe de Tognazzi), que incluía sua receita de massa all'infuriata, descrita como um tipo de massa all'arrabbiata, feita com ½ kg de penne, ½ kg de tomates frescos pelados, uma dose de vodca, pimenta, azeite, alho e folhas de louro. Tognazzi sugeriu também que, se usar uma vodka polonesa com pimenta ("formidável, tremenda, muito forte, muito picante, mortal"), a pimenta fresca pode ser omitida. 
Houve várias reivindicações, muitas vezes conflitantes, sobre a invenção e a história do prato; um autor afirma que ele foi inventado no Dante, um restaurante em Bolonha.  Um livro de receitas afirma que foi inventado na década de 1980 por um chef romano para uma empresa de vodca que queria popularizar seu produto na Itália.  O prato pode ter sido comum na Itália antes de se tornar popular na América no início da década de 1980. 